# Maria Christina von Savoyen

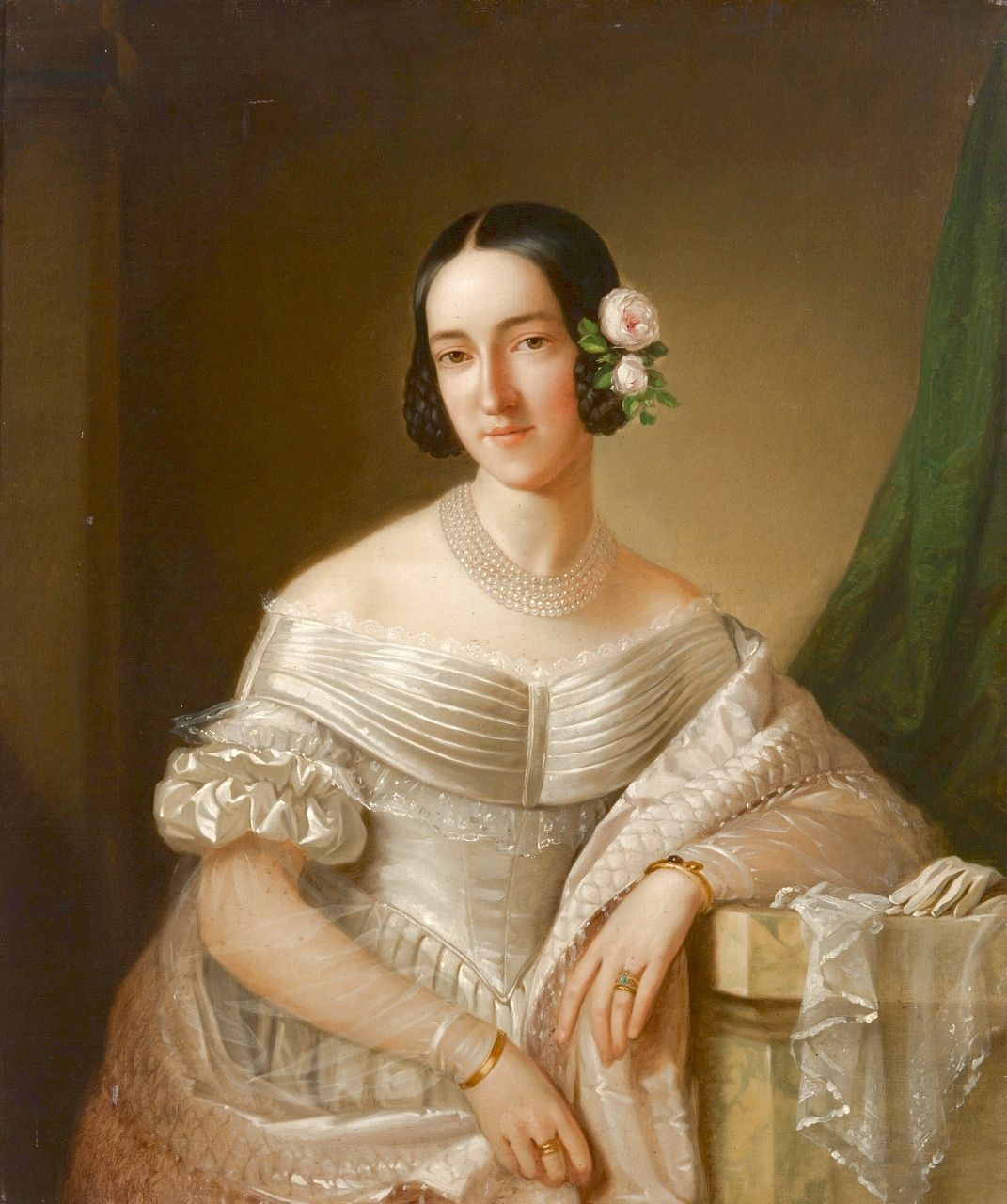
Maria Christina von Savoyen

Maria Christina Carlotta Giuseppa Gaetana Efisia von Savoyen (* 14. November 1812 in Cagliari; † 31. Januar 1836 in Neapel) ist eine Selige und war Prinzessin von Sardinien und Savoyen und durch Heirat Königin beider Sizilien.

## Leben
Maria Christina wurde als jüngste Tochter von König Viktor Emanuel I. von Sardinien-Piemont und dessen Gemahlin Maria Theresia von Österreich-Este in Cagliari auf Sardinien geboren. Sie war sehr religiös und wurde am Hof von Turin, der Residenzstadt des Königreichs Sardinien, erzogen. Das Fort Marie-Christine ist nach ihr benannt.

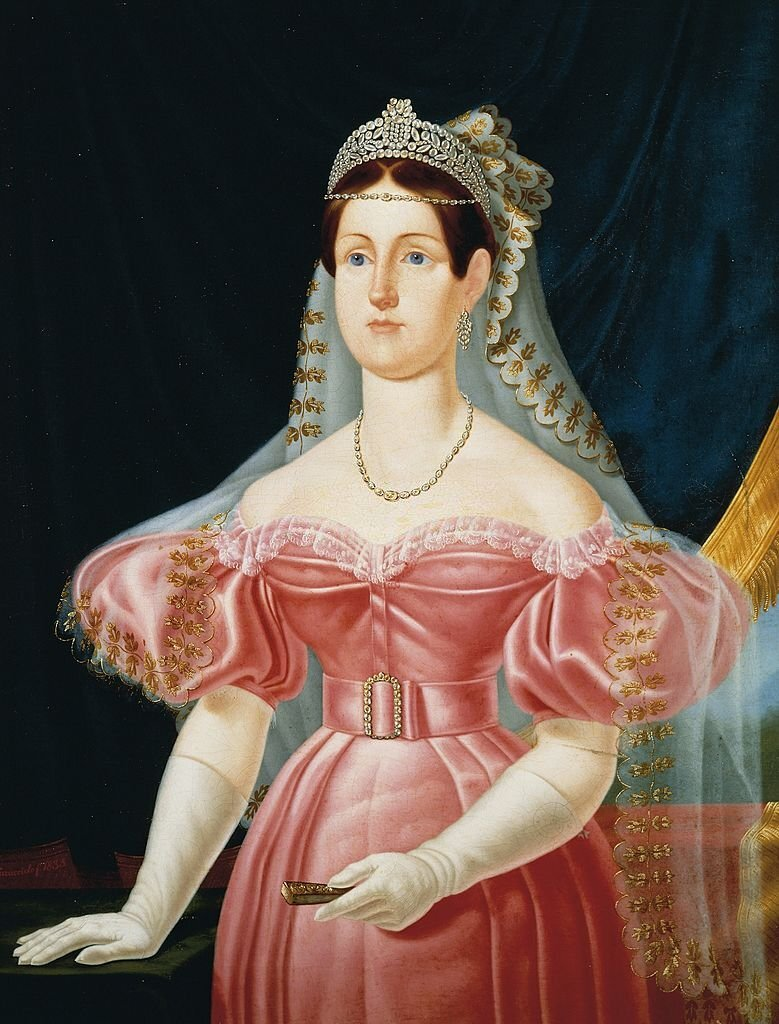
Prinzessin Maria Christina von Savoyen (1835)

Im Heiligen Jahr 1825 pilgerte die dreizehnjährige Prinzessin nach Rom, wo sie ein Tagebuch führte, das von ihrer tiefen Frömmigkeit zeugt. Im dortigen Pilgerhospiz Santissima Trinità dei Pellegrini wusch sie den einfachen Pilgern die Füße und bediente sie. In der katholischen Kirche wird sie noch immer sehr verehrt.

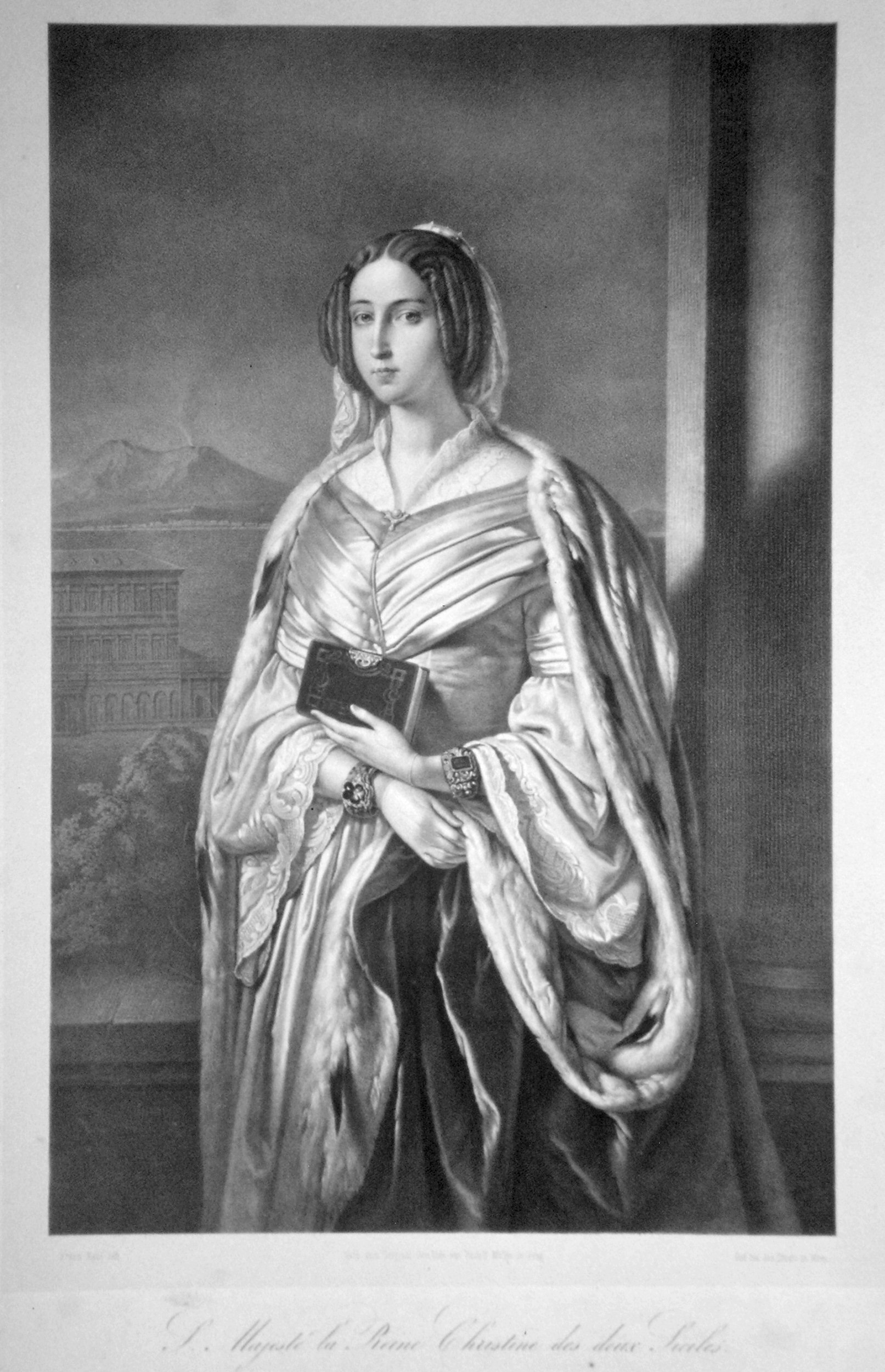
Maria Christina von Savoyen, Lithographie von Franz Eybl

Am 21. November 1832 wurde sie mit König Ferdinand II. beider Sizilien vermählt. Maria Cristina gelang es nie, sich am neapolitanischen Hof einzuleben, hinzu kamen schwere charakterliche Differenzen zwischen ihr und ihrem Gemahl. Sie war ständig kränkelnd, was sie jedoch mit ihrer Frömmigkeit geduldig ertrug. Bei ihren Untertanen war sie wegen ihrer Bescheidenheit und Demut beliebt. Das Paar hatte nur einen Sohn, den Thronfolger und späteren letzten neapolitanischen König Franz II. Nur 15 Tage nach der Geburt ihres Sohnes starb die geschwächte Maria Christina. Ihr Sohn wurde im kultischen Gedenken an seine Mutter erzogen und sprach von ihr als der „Regina Santa“ („Heilige Königin“).
König Ferdinand heiratete zwölf Monate später ein zweites Mal, die österreichische Erzherzogin Maria Theresia. Er trieb jedoch den Seligsprechungsprozess seiner ersten Gemahlin voran. Am 10. Juli 1859 wurde ihr durch Papst Pius IX. als erstem Schritt der heroische Tugendgrad zuerkannt; seitdem darf Maria Cristina „verehrungswürdig“ genannt werden. Am 2. Mai 2013 anerkannte Papst Franziskus ein durch Maria Christina gewirktes Wunder, sodass ihrer Seligsprechung nichts mehr im Weg steht. Am 25. Januar 2014 war dann ihre Seligsprechung in der Basilika Santa Chiara in Neapel.
Die einzige Tochter von König Franz II. wurde bereits im Exil geboren und auf den Namen ihrer Großmutter getauft, lebte jedoch nur wenige Monate.